# جووانی فراری
جووانی فراری (به ایتالیایی: Giovanni Ferrari) بازیکن فوتبال و اهل ایتالیا است 

## تیم ملی
از سال ۱۹۳۰ میلادی عضو تیم ملی فوتبال ایتالیا بوده و در ۴۴ بازی ملی حضور داشته‌است. او در بازی‌های ملی‌اش ۱۴ گل به ثمر رساند.
جیووانی فرراری آخرین بازی ملی خود را در سال ۱۹۳۸ میلادی انجام داد.